# Évelyne Didier
Évelyne Didier, née le 14 mars 1948, est une personnalité politique française. Membre du Parti communiste français, elle a été maire de Conflans-en-Jarnisy, conseillère générale du canton de Conflans-en-Jarnisy et sénatrice de Meurthe-et-Moselle.

## Biographie
Enseignante de formation, Evelyne Didier commence son parcours politique en étant conseillère municipale de Conflans-en-Jarnisy de  1973 à 1977, puis adjointe au maire de 1983 à 2008 et maire de cette ville de 2008 à 2014. Elle est également conseillère générale élue dans le canton de Conflans-en-Jarnisy de 1998 à 2011,.
Elle est élue sénatrice de Meurthe-et-Moselle le 23 septembre 2001. Elle est réélue le 25 septembre 2011. Elle siège dans le groupe communiste, républicain et citoyen.
Elle a été vice-présidente de la commission de l'aménagement du territoire et du développement durable et membre de la délégation sénatoriale à la prospective. Elle a aussi fait partie du groupe d'études Fruits et légumes et du groupe d'études Gestion des déchets.
Elle ne brigue pas de nouveau mandat aux élections sénatoriales de 2017.